# Dallas, Oregon
Dallas là quận lỵ của quận Polk, Oregon, Hoa Kỳ. Tên ban đầu là Cynthia Ann hoặc Cynthian. Dallas sau đó được đổi tên theo tên của George M. Dallas, Phó tổng thống Hoa Kỳ (1845 - 1849). Dân số theo điều tra dân số năm 2000 là 12.459 người. Ước tính dân số năm 2007 là 15.065 người.
Dallas tọa lạc ở bên bờ Lạch Rickreall, khoảng 15 km về phía tây của Salem trên cao độ 325 bộ trên mực nước biển.

## Lịch sử
Dallas đầu tiên được định cư vào năm 1845. Nó nằm bên tây ngạn Lạch Rickreall nhưng sau đó được dời trên 1 dặm về phía nam vì thiếu nguồn nước sinh hoạt vào năm 1856. Nó được hợp nhất thành thị trấn vào năm 1874 và thành công trong việc không để thị trấn Independence lân cận trở thành quận lỵ trong thập niên 1880 và thập niên 1890. Nó được xếp loại thành phố vào năm 1901.
Louis Gerlinger, Sr. thành lập Công ty Đường sắt Salem, Falls City và miền Tây cuối tháng 10 năm 1901 và thông báo những kế hoạch xây dựng một con đường sắt từ sông Willamette ởSalem đến cửa Sông Siletz trên Duyên hải Oregon, một đoạn đường dài 65 dặm.
Năm 1902, con trại của Louis, George T. Gerlinger, tổ chức một nhóm nhà đầu tư xây dựng các tuyến xe lửa trong khu vực.
Ngày 29 tháng 5 năm 1903, xe lửa đầu tiên chạy từ Dallas đến Falls City. Cuối tháng 6, các xe lửa chở khách bắt đầu các chuyến theo khóa biểu đều đặn đến và đi từ Dallas và Falls City mỗi ngày; chuyến một chiều, 45 phút, 9 dặm đường tốn 35 xu.
Willamette Industries được thành lập tại Dallas năm 1906. Vào lúc đó, tên công ty là Công ty Lâm sản Thung lũng Willamette. Louis Gerlinger, Sr. là chủ tịch của công ty mới và H.L. Pittock là phó chủ tịch. George T. Gerlinger phục vụ như thư ký và giám đốc trong khi F.W. Leadbetter là thủ quỹ. George Cone phục vụ như giám đốc và giám thị nhà máy. Năm 1967 Lâm sản Thung lũng Willamette và một số công ty khác nhập lại để trở thành Willamette Industries.

## Địa lý
Dallas nằm ở vị trí 44°55′16″B 123°18′59″T / 44,92111°B 123,31639°TĐã đưa tham số không hợp lệ vào hàm {{#coordinates:}} (44.921144, -123.316342)1.
Theo Cục điều tra dân số Hoa Kỳ, thành phố có tổng diện tích là 4,4 dặm vuông (11,5 km²), tất cả đều là mặt đất.

## Các cư dân nổi tiếng
- Jeri Ellsworth - nhà tự học thiết kế vi mạch điện tử
- Carl Gerlinger - sáng lập ra công ty Gerlinger Carrier
- George T. Gerlinger - sáng lập Willamette Industries
- Louis Gerlinger, Sr. - sáng lập Đường sắt Salem, Falls City và miền Tây
- Mark Hatfield - cựu thống đốc Oregon
- Johnnie Ray - ca sĩ yêu chuộng vào thập niên 1950 và kiêm nghệ sĩ thâu âm.